# Orgilus grapholithae
Orgilus grapholithae är en stekelart som beskrevs av Muesebeck 1970. Orgilus grapholithae ingår i släktet Orgilus och familjen bracksteklar. Inga underarter finns listade i Catalogue of Life.